# 葉鵠
葉鵠（1476年—？），字時舉，江西廣信府上饒縣人，民籍，明朝政治人物。

## 生平
江西鄉試第十四名舉人。弘治十八年（1505年）中式乙丑科會試第二百八十七名，三甲第一百一十六名進士。授福建建宁府浦城县知县。

## 家族
曾祖葉清；祖父葉志顯；父葉瓊，母丁氏。具庆下。